# وادي أهول (المهرة)

تعديل مصدري - تعديل

وادي أهول هي إحدى قرى مديرية منعر التابعة لمحافظة المهرة، بلغ تعداد سكانها 37 نسمة حسب تعداد اليمن لعام 2004.